# مارجريت وتكوفسكي
مارجريت وتكوفسكي (18 أغسطس 1910 - 20 أكتوبر 1974) هي خبيرة اقتصادية وسياسية ألمانية (KPD الحزب السيوعي الألماني / حزب الوحدة الاشتراكي الألماني SED). كانت نائبة لرئيس مجلس وزراء ألمانيا الشرقية بين عامي 1961 و1967، وهي المرأة الوحيدة التي شغلت هذا المنصب على الإطلاق. وشغلت منصب رئيس بنك ألمانيا الشرقية الوطني بين عامي 1974 و1990.

## حياتها

### أصلها وسنواتها الأولى
وُلدت مارجريت وتكوفسكي في بوزن. كان والدها رجل أعمال ووالدتها عازفة بيانو. التحقت بالمدرسة في بوزن حتى عام 1926 حيث انتقلت العائلة إلى برلين. درست الاقتصاد الاجتماعي ("Volkswirtschaftslehre" ) بين عامي 1929 و1932. كانت ناشطة في الحركة الصهيونية حتى عام 1931، وبعد ذلك وبعد «مناقشات مع أصدقائها اليساريين»، تركزت نشاطاتها السياسية على الحزب الشيوعي، الذي انضمت إليه في سبتمبر 1932.

### ألمانيا النازية والمنفى السويسري (1933-1939)
تغيرت التوجهات السياسية في يناير 1933 عندما تولى الحزب النازي السلطة وتحولت ألمانيا إلى دكتاتورية الحزب الواحد (ألمانيا النازية). فقد أصبح النشاط السياسي - باستثناء دعم الحزب النازي - غير قانوني. في نهاية شهر فبراير، اتُهِم السيوعيون بالمسؤولية عن حريق الرايخستاغ، وفي مارس 1933 جرى اعتقال مَن يُعرفون بأنهم شيوعيون. خلال عام 1933 هاجرت مارجريت وتكوفسكي إلى سويسرا، حيث التحقت بجامعة بازل وعملت في أطروحة الدكتوراه وفي فبراير 1934 اجتازت الجزء الشفوي في امتحان الدكتوراه فيما يتعلق بالعلاقات بين البنوك الكبرى في برلين والصناعة الألمانية. تشير بعض المصادر إلى أنها حصلت على الدكتوراه في عام 1934.
تقدمت بطلب إلى مؤسسة Budge Foundation للحصول على موافقة بحثية، لكنها لم تتمكن من توفير متطلبات القبول. تابعت مسيرتها الأكاديمية، حيث عملت مع يورغن كوتشينسكي، وهي خبيرة اقتصادية بارزة، وكانت مثلها لاجئة من ألمانيا النازية. كان محور عملهم هو دراسة بعنوان "Die Wirtschaftspolitik der Barbarei ، Hitlers neue europäische Wirtschaftsordnung" («اقتصاديات البربرية: النظام الاقتصادي الجديد لهتلر في أوروبا»)، والتي نشرت في النهاية في عام 1942، وتتعلق بالسياسة الاقتصادية من الدول الفاشية. هاجم المؤلفون الادعاء السائد بأن الاقتصاد في ألمانيا النازية كان فعالًا بشكل غير عادي. كان من رأيهم أن إنتاج العمالة كان أقل وكان معدل الحوادث أعلى من قبل عام 1933، وأن نمو الأرباح منذ ذلك الحين كان يعزى إلى ممارسات الاحتكار، وانخفاض تكاليف المواد الخام، وانخفاض في التركيز على السلع الاستهلاكية وزيادة ساعات العمل. كان هناك أيضًا تحذيرًا موجهًا إلى الولايات المتحدة (في هذه المرحلة كانت لا تزال غير متورطة عسكريًا ضد ألمانيا) من أن الغزو الناجح لألمانيا النازية في أوروبا والاتحاد السوفيتي سيؤدي إلى كتلة أوروبية فاشية قادرة على إغراق العالم بالسلع المصنعة الرخيصة.
ومن اللافت للنظر أنها واصلت السفر إلى ألمانيا بين عامي 1934 و1938، مع حرصها على العودة إلى سويسرا عندما بدا أن الوضع أصبح خطيرًا للغاية. في ربيع عام 1934، انتقلت إلى برلين حيث شاركت في إنتاج صحيفة اتحاد العمال الشيوعي مع أولريتش فوكس. في أوائل العام التالي نجت من الاعتقال بصعوبة، وهاجرت مرة أخرى إلى سويسرا في فبراير 1935. عملت في العديد من الصحف لتوزيعها على جنوب ألمانيا، بما في ذلك صحيفة غير قانونية تستهدف المجتمعات الزراعية. ومن بين الصحف الأخرى التي كتبت فيها "Süddeutsche Volksstimme" و"Süddeutsche Informationen". كانت أيضًا مشاركة في عملية التوزيع، فوفقًا لأحد المصادر كانت تقوم "برحلات متكررة" إلى منطقة الحدود الجنوبية لبادن حيث سلمت منشورات ورسائل غير قانونية ". هناك إشارات إلى أنها قامت في بعض الأحيان باستخدام اسم "هيلد" للتمويه. قامت بزيارة واحدة على الأقل إلى باريس في أكتوبر 1936، والتي كانت في ذلك الوقت المقر الفعلي للحزب الشيوعي الألماني في المنفى.

### المنفى البريطاني (1939-1946)
في نوفمبر 1938، وبعد أيام قليلة من ليلة البلور "Kristallnacht"، تم القبض عليها في زيورخ وتم طردها من البلاد بسبب «أنشطتها السياسية غير القانونية». عاشت بشكل غير قانوني في بازل لمدة ستة أشهر أخرى، وبعد ذلك في أبريل 1939 نجحت في الفرار إلى إنجلترا، حيث كان يقيم مساعدها يورغن كوتشينسكي منذ عام 1936. لم تذكر المصادر شيئا عن أنشطتها في إنجلترا خلال سنوات الحرب العالمية الثانية. على عكس العديد من اللاجئين السياسيين من ألمانيا النازية، لا يوجد سجل لها بأنها احتجزت كعدو أجنبي من قِبل الإنجليز عندما اندلعت الحرب، مما قد يعكس عملها مع يورغن الذي كان له صلات قوية مع عناصر من المؤسسة البريطانية. ومما يُذكر أنها حتى عام 1943 عملت مع الشيوعية الدولية مع هاري بوليت، وهو عضو قيادي في الحزب الشيوعي. ويبدو أنها كانت تعتبر رائدة بين الشيوعيين الألمان في المنفى في إنجلترا.

### منطقة الاحتلال السوفيتي (1946-1949)
عادت مارجريت إلى برلين في يونيو عام 1946. كانت المنطقة المحيطة بالمدينة تدار كمنطقة احتلال سوفييتي، على الرغم من الخلاف المثير للجدل حول حزب الوحدة الاشتراكي الألماني (<i id="mwYA">"Sozialistische Einheitspartei Deutschlands"</i>) فقد كان قبل شهرين هناك شرط مسبق لإعادته في أكتوبر 1949 كنوع جديد من نظام الحزب الواحد أو ديكتاتورية الحزب الواحد في جمهورية ألمانيا الديمقراطية (ألمانيا الشرقية). انضمت مارجريت إلى حزب الوحدة الاشتراكي في عام 1946. عاد يورغن كوتشينسكي بالفعل إلى المدينة، وأنشأوا معًا صحيفة أسبوعية تسمى «الاقتصاد» "Die Wirtschaft". كما تولت مسؤولية قسم الاقتصاد في Neues Deutschland، وهي الصحيفة اليومية التي تم نشرها آنذاك لحزب الوحدة الاشتراكية المنشأ حديثًا. ومع ذلك تشير المصادر إلى أن مارجريت اعترضت على منحها العمل كصحفية لأنها ترغب في المساهمة بشكل مباشر أكبر في إعادة بناء البلاد.
في عام 1947 أو 1948 التحقت مارجريت باللجنة الاقتصادية الألمانية التي أنشأتها قوات الاحتلال السوفيتي. فعملت مع Bruno Leuschner [bruno leuschner (politiker)]، وتضمن هذا دورًا مركزيًا في ابتكار النموذج الاقتصادي المخطط للدولة الاشتراكية الألمانية الجديدة. في 1949/1950 حضرت دورة في أكاديمية الحزب. كانت هناك فترة دراسة في موسكو. في 1950/51 عملت نائبة للرئيس في اللجنة الاقتصادية الألمانية لِما أصبح في أكتوبر 1949 يُسمى "جمهورية ألمانيا الديمقراطية" (ألمانيا الشرقية).

### جمهورية ألمانيا الديمقراطية (1949-1974)
في عام 1951، تم نقل مارجريت إلى جمعية تعاونيات المستهلكين، ومكثت فيها حتى عام 1954. كان هذا بمثابة تقليل لمكانتها، ويذكر أحد المصادر أن ذلك عمل قام به والتر أولبريخت يُناظر ما قام به ستالين من تطهير في عام 1951 لـ «المتآمرين الصهاينة». بينما يشير آخرون إلى الوقت الذي قضته في إنجلترا، حيث كان سائدًا في تلك الفترة «أن يُعتبر أولئك الذين هاجروا إلى الغرب من الرفاق غير الموثوق بهم». بغض النظر عن سبب إقصائها من اللجنة الاقتصادية الألمانية، يبدو أن مارجريت كانت تحظى بالاحترام بسبب ذكائها، وأنها على عكس الآخرين كانت على استعداد للنشر في مناقشات تطال الزعيم والتر أولبريتشت.
بعد وفاة ستالين في مارس 1953، أصبحت قيادة حزب ألمانيا الشرقية أقل توتراً قليلاً، وفي عام 1954 تم إعادة تعيينها كنائبة للرئيس فيما أصبح الآن لجنة تخطيط الدولة،  مما أعطاها تأثيرًا كبيرًا على السياسة الاقتصادية الوطنية. في أبريل 1954 تم انتخاب مارجريت أيضًا عضوًا في اللجنة المركزية للحزب وهي لجنة قوية، والتي كانت تحت السلطة الهيكلية اللينينية المستخدمة في ألمانيا الشرقية محور القوة السياسية الحقيقي. كما كانت عضوةً في البرلمان الوطني («فولكسكامر») بين عامي 1952 و1958، ثم مرة أخرى بين عامي 1963 و1967.
بين عامي 1956 و1958 وجدت مارجريت نفسها غير متماشية مع القيادة على نحو متزايد، بسبب الاختلافات حول جوانب السياسة الاقتصادية ولأنها سعت إلى فتح مجال أوسع للنقاش. انتقدت مارجريت سياسة أولبريشت، في خطاب ألقته في 22 مارس 1956 أمام الجلسة المكتملة للجنة المركزية، بسبب إخفاقه في اطلاع أعضاء اللجنة المركزية على الأحداث الهامة في مؤتمر الحزب العشرين السوفيتي في موسكو في الشهر السابق: وحثت على المزيد من الانفتاح داخل اللجنة المركزية في ألمانيا الشرقية. دعت مارجريت إلى إعطاء أولوية أكبر للربحية واحتياجات السكان. في الجلسة المكتملة للجنة المركزية في نوفمبر 1956، دعت إلى زيادة اللامركزية في صنع القرار الاقتصادي. وفي كلمتها أمام اللجنة المركزية المكتملة في نوفمبر 1956، انتقدت الإجراءات «البيروقراطية» للعديد من الموظفين، والتي وصفتها بأنها تشويه لسمعة «الحزب والحكومة». طالبت أيضًا بسياسة أقل مواجهةً مع الاشتراكيين في جمهورية ألمانيا الاتحادية. كانت هناك دولتان ألمانيتان ولكن كان هناك طبقة عمل ألمانية واحدة فقط. ربما كانت مارجريت قد اتخذت زمام المبادرة في اللجنة المركزية في انتقاد جوانب السياسة الاقتصادية، لكنها لم تكن صوتًا وحيدًا. داخل اللجنة المركزية، كان كارل شيرديوان وإرنست ولويبر يعبران عن انتقادات مماثلة. وكان هناك النقاد البارزون الآخرون لخط الحزب Gerhart Ziller [الإنجليزية] ، فريد أولسنر وفريتز سيلبمان.
ومع ذلك في حين رأت مارجريت في الحزب الاشتراكي الديمقراطي (SPD) في ألمانيا الغربية حليفًا محتملًا لدعم العمال ومعارضًا لنظام حكم أديناور، فقد رأى أولبريشت أن الحزب الاشتراكي الديمقراطي الغربي -حتى قبل نشره في عام 1959 لبرنامج غوديسبيرج- ضد الثورة. كانت فكرة أن "يتعامل المرء" معه هي نبذ العقيدة الستالينية القيمة. وبصورة أعم، شعر أولبريشت بالذهول من انتقاداتها الاقتصادية وغيرها. أدى دفاعها عن "الإدارة الذاتية الاشتراكية"  إلى اتهامها "Managerism". في فبراير 1958، أقرت الجلسة المكتملة للجنة المركزية الخط التقليدي الذي دعا إليه الأمين العام أولبريتشت: مما خفض مكانة مارجريت مؤقتًا". (بينما يرى بعض النقاد الآخرين أنه كان تخفيضًا دائمًا) وتم إقصاؤها من منصب نائب رئيس لجنة تخطيط الدولة ولم يعد اسمها مدرجًا في قائمة الأحزاب للانتخاب في ذلك العام. كانت أيضًا قد استقالت من اللجنة المركزية، على الرغم من أن اسمها ظهر في قائمة المرشحين لعضوية اللجنة المركزية، وهو تساهل لم يُمنح للرفيقين شيرديوان  ولوليبر.
تم استعادتها بسرعة إلى منصب نائب رئيس لجنة التخطيط الحكومية، على الرغم من وجود أكثر من نائب رئيس فتضاءلت مكانتها النسبية داخل اللجنة. بعد بضع سنوات بعد عام 1961، بدا أن الإصلاحات الاقتصادية التي أطلق عليها «النظام الاقتصادي الجديد»، والتي تعكس تخفيفًا متواضعًا للسيطرة المركزية في «الكتلة الشرقية» تعترف بالمخاوف التي أعربت عنها مارجريت قبل ثلاث سنوات. بقيت مارجريت في هذه المرحلة خارج المكتب السياسي للجنة المركزية للحزب، لكن المحاور الرئيسي في اللجنة كان فيرنر ياروينسكي الذي كان تلميذاً لصديقها القديم ومساعدها يورغن كوتشينسكي. في فبراير 1961 استقالت من هيئة تخطيط الدولة للمرة الأخيرة وتولت منصب نائب رئيس مجلس الوزراء، حيث كانت مسؤولة عن إدارات التجارة والإمداد والزراعة. على مر السنين كان هناك العديد من نواب رئيس مجلس الوزراء، لكن مارجريت كانت المرأة الوحيدة ضمنهم. شغلت هذا المنصب حتى يوليو 1967. وفي الوقت نفسه في عام 1963 تم قبولها في اللجنة المركزية للحزب.
كانت آخر وظيفة كبيرة لمارجريت والتي تم تعيينها في عام 1967، هي رئاسة ما أعيد تسميته في 1 يناير 1968، البنك المركزي الألماني الشرقي (Staatsbank). شغلت هذا المنصب حتى وفاتها، التي حدثت أثناء سفرها، في سينجين على الحافة الجنوبية الغربية لألمانيا الغربية.

## روابط خارجية
- مارجريت وتكوفسكي على موقع مونزينجر (الألمانية)